# Moosbrunner Straße
Die Moosbrunner Straße B 15a ist eine Landesstraße B in Niederösterreich mit einer Länge von circa 720 Metern.

## Geschichte
Mit der Eröffnung der Wiener Außenring Schnellstraße S 1 wurde 2006 gleichzeitig die Umfahrung der Mannersdorfer Straße B 15 in Himberg eröffnet. Seither führt die B 15a als eine Zweigstrecke der B 15 vom Kreisverkehr Himberg-Süd zur Landesstraße L 150, über die man nach Moosbrunn gelangt.